# Loschter Handkeesfescht

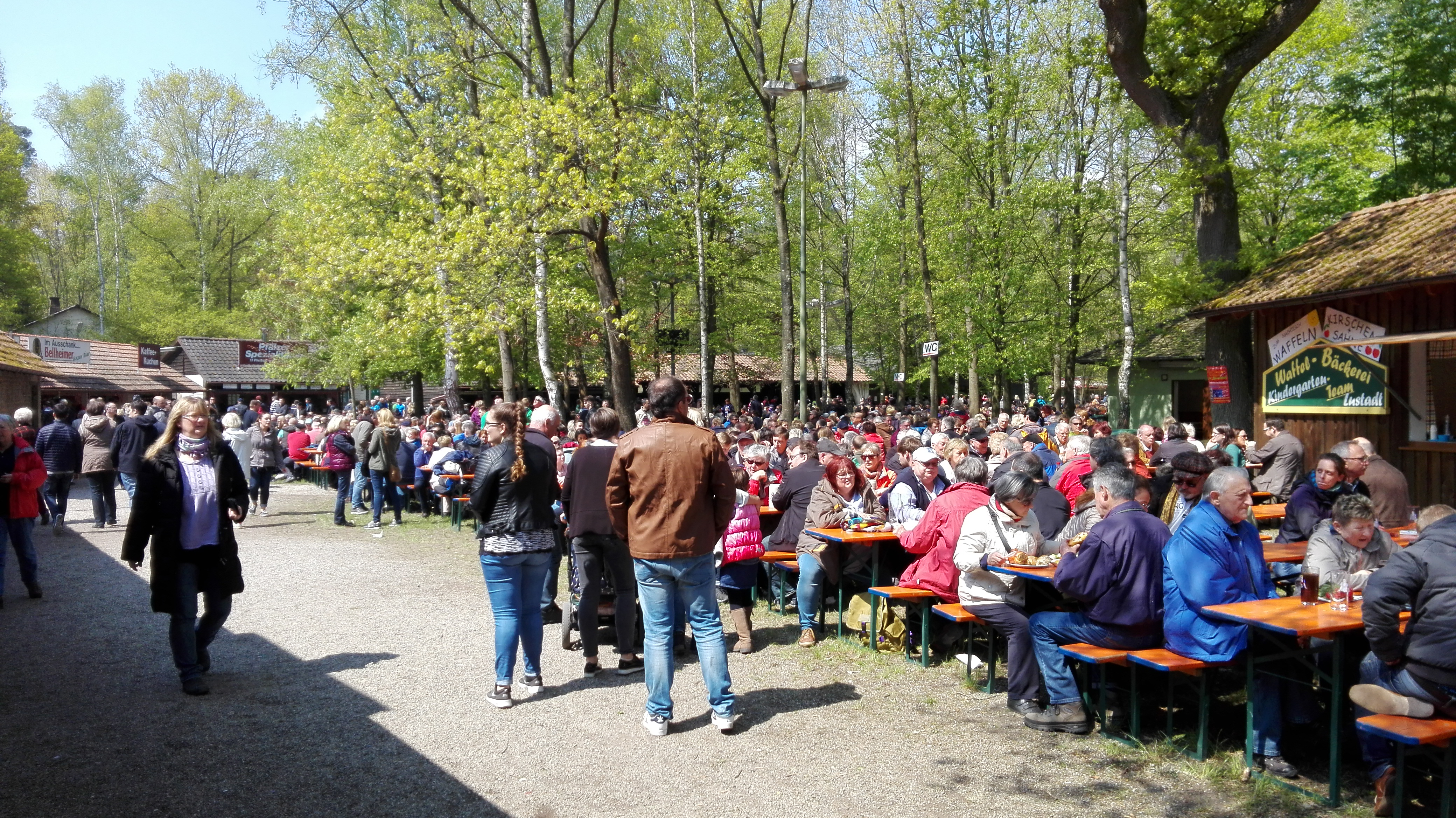
Festbetrieb 2016

Das Loschter Handkeesfescht ist ein 1925 gegründetes Volksfest, das jährlich um den 1. Mai im Maiblumenwald bei Lustadt stattfindet.

## Geschichte
Nachdem Lustadt – bis 1969 getrennt in die Orte Ober- und Niederlustadt – im Jahr 1785 im Zusammenhang mit einem jahrhundertelangen und erst 1869 endgültig beigelegten Rechtsstreit mit der Stadt Germersheim um den so genannten Bestandswald im Bellheimer Wald vom Markt- und Standgeld in Germersheim befreit worden war, spezialisierten sich die Lustadter in der Produktion von Handkäse. Sie bekamen im Lauf der Zeit den Namen Handkeesdricker zugedacht, den sie für sich übernahmen.

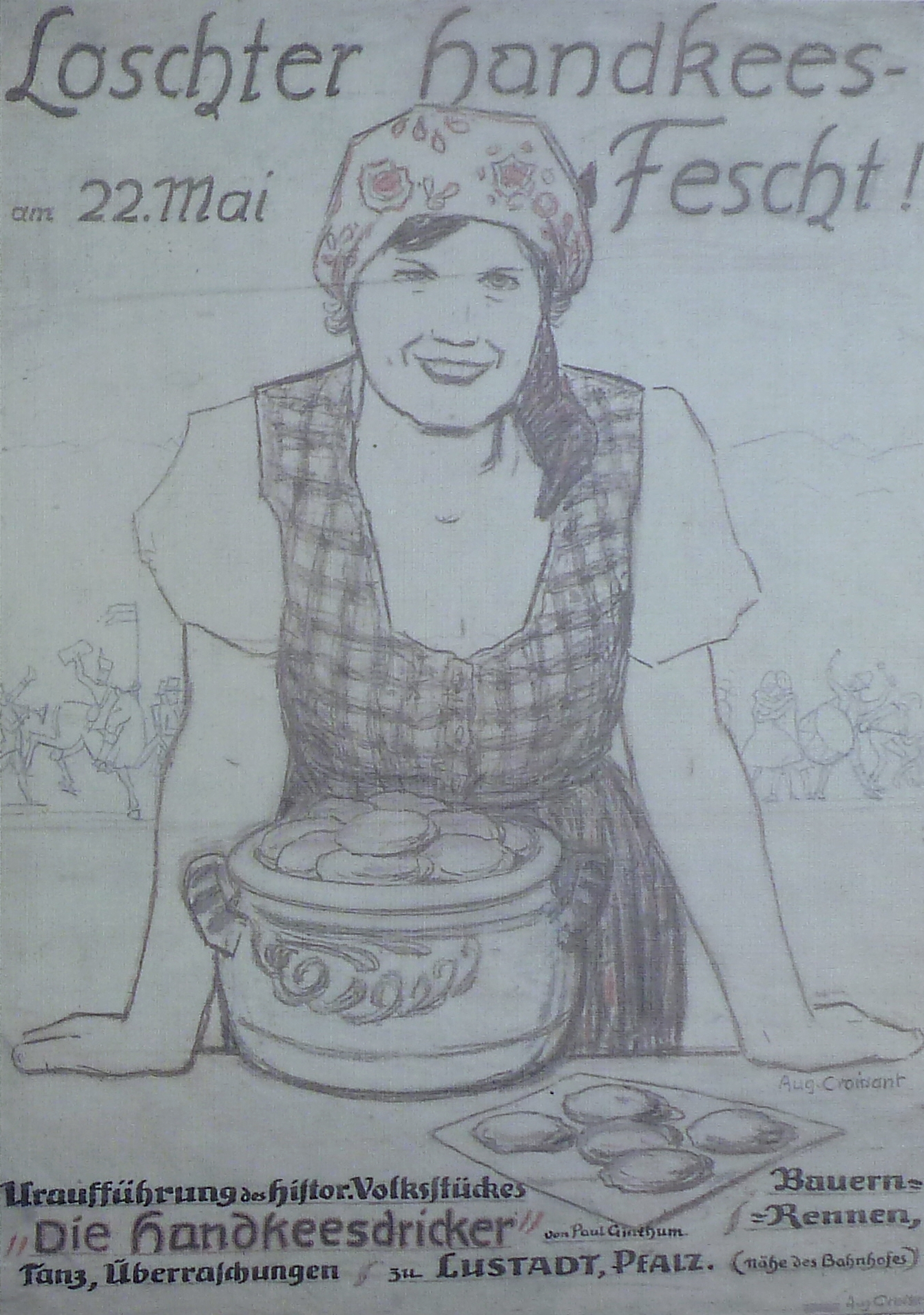
Plakatentwurf von August Croissant zum Handkeesfescht 1927

Der Ziegeleibesitzer und 2. Vorsitzende der Lustadter Ortsgruppe des Pfälzerwald-Vereins Georg Lehr erhielt 1924 eine Einladung zum pfälzisch-alemannischen Heimattag in Karlsruhe. Unter seiner Leitung nahm die Ortsgruppe dort mit einem Festwagen unter dem Motto Loschter Handkeesdrikker teil. Nach einem Gegenbesuch des Karlsruhers Fritz Riederer in privatem Rahmen entstand die Idee, die Freundschaft zwischen den PWV-Ortsgruppen Lustadt und Karlsruhe im Rahmen eines Volksfestes zu bekräftigen. Aus dem angekündigten „Volksfest, verbunden mit großem Käseessen“ wurde schließlich das erste Loschter Handkeesfescht, das am 3. Mai 1925 abgehalten wurde und von Georg Lehr und Georg Ott – Niederlustadter Bürgermeister und 1. Vorsitzender des Pfälzerwaldvereins – organisiert wurde. Das Fest fand nun jährlich an einem Sonntag im Mai im Maiblumenwald südlich von Lustadt statt und etablierte sich schnell in der Reihe der größeren pfälzischen Volksfeste. Im Mittelpunkt stand stets der Verkauf und Verzehr von „Handkäs, Butter, Baurebrot“. Lehr und Ott († 1927) erweiterten das Fest stetig. Im Jahr 1927 wurde auf dem Fest das den Streit um den Bestandswald thematisierende Bühnenstück Die Handkeesdricker von Paul Ginthum uraufgeführt, bei dem der Bellemer Heiner Regie führte.
Nachdem der Festbetrieb 1931 bis 1933 ruhte, wurde er von 1934 bis 1939 wieder aufgenommen und teilweise vom NS-Regime beeinflusst; so wurde das Fest auf Geheiß des Gauleiters Josef Bürckel im Jahr 1936 auf dem Turnplatz statt im Maiblumenwald abgehalten und 1938 offiziell durch die NS-Gemeinschaft Kraft durch Freude veranstaltet. Während des Zweiten Weltkriegs fand das Fest nicht statt.
1949 fand das erste Handkeesfescht nach dem Krieg statt. Die Initiative ging vom Gründer Georg Lehr aus, der bis 1958 als Vorsitzender des Festausschusses auch wieder die Hauptverantwortung übernahm. Nachdem man die notwendige Genehmigung der französischen Besatzung eingeholt hatte, konnte das Fest am 8. Mai 1949 stattfinden. Aufgrund von Bewirtschaftungsbestimmungen konnte in diesem Jahr noch kein Handkäse hergestellt werden. Der Besucherandrang war aber sofort wieder gegeben (8000), so dass sogar die Sitzplätze ausgingen und viele Menschen auf dem Boden „picknickten“.

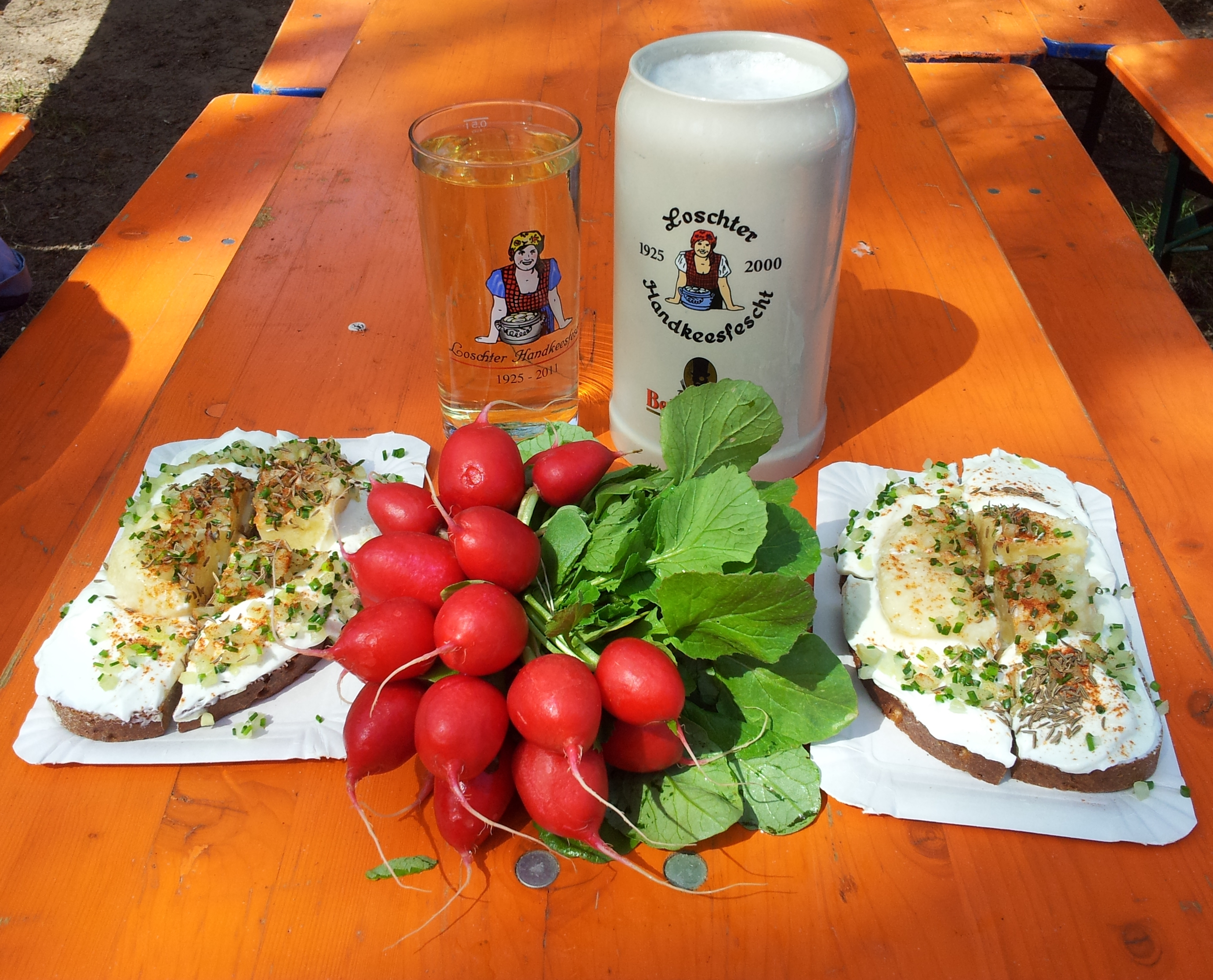
Traditionell: Handkeesbrote, Radieschen, ein Schoppen Weinschorle und ein Stein Bellheimer Bier

1950 hatte das Handkeesfescht sein 25-jähriges Jubiläum und es wurde wieder Handkäse verkauft. Die Zahl der Besucher wuchs in diesen Jahren schnell, so wurden 1952 bereits 15.000 Besucher gezählt. Dies hing auch mit der Verlängerung des Festes bis in die Abendstunden (1950) und vor allem mit der Ausdehnung auf drei Festtage (1951; später vier) zusammen. Im Jahr 1950 wurde ferner das erste feste Gebäude auf dem Handkeesplatz errichtet („Onkel-Schorsch-Hütte“).
In den 1960er bis 1990er Jahren wurde nach und nach die Infrastruktur auf dem Handkeesplatz ausgebaut, der ganzjährig auch für verschiedene andere Veranstaltungen genutzt wird. Im Jahr 1970 wurde der Verein Loschter Handkeesfescht ins Vereinsregister eingetragen. Die Besucherzahl beläuft sich in heutiger Zeit auf etwa 40.000 pro Jahr.